# NGC 231
NGC 231 ist ein offener Sternhaufen in der Kleinen Magellanschen Wolke im Sternbild Tukan.
NGC 231 wurde am 12. August 1834 von dem britischen Astronomen John Frederick William Herschel entdeckt.